# Gerald Diesener
Gerald Diesener (* 1. Dezember 1953) ist ein deutscher Historiker.
Diesener absolvierte ein Studium der Geschichtswissenschaften an der Universität Leipzig und wurde 1983 promoviert. 1987 erfolgte mit der Promotion B seine Habilitation. Von 1979 bis 1984 war er Wissenschaftlicher Assistent am Lehrstuhl Geschichte der Geschichtswissenschaften an der Universität Leipzig, von 1984 bis 1987 Aspirant und von 1987 bis 1992 Wissenschaftlicher Assistent und Oberassistent am Wissenschaftsbereich „Geschichte der Geschichtswissenschaft“ bzw. Seminar für „Geschichte und Theorie der Geschichtswissenschaft“ am Institut für Universal- und Kulturgeschichte der Neuzeit. Von 1991 bis 1992 arbeitete er als stellvertretender Fachbereichsleiter am Fachbereich Geschichte der Universität Leipzig. 1992/1993 war er Stipendiat des Stifterverbandes für die Deutsche Wissenschaft an der Universität Freiburg und 1993/1994 Wissenschaftlicher Mitarbeiter am Historischen Seminar Universität Freiburg. 1994/1995 war er Stipendiat der Alexander-von-Humboldt-Stiftung an der Universität Turin und von 1997 bis 2000 als Wissenschaftlicher Mitarbeiter (Stipendiat) am Zentrum für Zeithistorische Forschung Potsdam tätig, Er war zuletzt Mitarbeiter am Institut für Kultur- und Universalgeschichte, Leipzig, und ist Geschäftsführer des Leipziger Universitätsverlages.

## Schriften (Auswahl)
Autor
- Alfred Doren – ein Historiker am Institut für Kultur- und Universalgeschichte. Karl-Lamprecht-Ges., Leipzig 1992.
- Die Propagandaarbeit der Bewegung „Freies Deutschland“ in der Sowjetunion 1943–1945, Leipzig 1987 (Habilitation).
- Geschichtspropaganda und Geschichtsdenken im Nationalkomitee „Freies Deutschland“, Leipzig 1983 (Dissertation).

Herausgeber
- Karl Lamprecht (1856–1915). Universitäts-Verlag, Leipzig 2015.
- Verfassungsgebungsprozesse im Vergleich. Universitäts-Verlag, Leipzig 2002.
- Historiographischer Rückspiegel. Universitäts-Verlag, Leipzig 1997.
- Wissenschaftsstandorte. Universitäts-Verlag, Leipzig 1997.
- Historikertage im Vergleich. Universitäts-Verlag, Leipzig 1996.
- Propaganda in Deutschland. Wiss. Buchges., Darmstadt 1996.
- Karl Lamprecht weiterdenken. Universitäts-Verlag, Leipzig 1993.